# Китайсько-тибетська війна
Китайсько-тибетська війна (спрощ.: 康藏糾紛; піньїнь: Kāngcáng jiūfēn тиб. རྒྱ་དང་བོད་གཉིས་པའི་དམག་འཁྲུགས།, трансліт. rgya dang bod gnyis pa'i dmag 'khrug) (1930-1932) — військовий конфлікт між західнокитайськими мілітаристами, що виступали на боці уряду Китайської республіки, і Тибетом, який проголосив незалежність після Синьхайської революції 1911 року.

## Передумови
Після Синьхайської революції 1911 року Тибет проголосив свою незалежність. Хоча всі китайські уряди вважали Тибет частиною Китайської республіки, вони не мали можливості приєднати його до себе військовим шляхом через боротьбу за владу, яка розгорнулася тоді в Китаї. Після сутичок між тибетськими і китайськими військами в 1917-1918 роках тимчасова розмежувальна лінія була проведена по верхній течії Янцзи. У зоні розмежувальної лінії ні Пекін, ні Нанкін, ні Лхаса не мали особливого впливу, тому місцеві племена і вели справи на власний розсуд.

## Бойові дії
У 1930 році правитель Бері - району, населеного тибетцями, але не підконтрольного тибетському уряду - захопив монастир Ньяронґ. Ньяронґський лама повернув контроль над монастирем за допомогою ченців з монастиря Дарґо. У червні 1930 року правитель Бері звернувся за допомогою до китайського мілітариста Лю Веньхуей - губернатора провінції Сікан. Війська Лю Веньхуей швидко вигнали дарґ'янських ченців, і ті, в свою чергу, звернулися за допомогою до Лхаси. Тибетська армія вторглася до Бері і вигнала звідти китайські війська. Голова Комітету з монгольських і тибетських справ при уряді Китаю Ма Фусян відправив телеграму Тан Кесаню - гоміньдановському представнику в провінції Сікан - до доручення домогтися перемир'я, проте цього зробити не вдалося.
Окрилена успіхом, тибетська сторона вирішила захопити і інші населені тибетцями райони, і в 1932 році тибетські війська вторглися до повіту Юйшу в південній частині провінції Цінхай. Однак губернатор Цінхая Ма Буфан розбив тибетську армію і вигнав її з Цінхая. Координуючи дії своїх військ з діями військ Ма Буфана, Лю Веньхуей також перейшов у контрнаступ, і вигнав тибетців з Гардзе і Сінлуна. До серпня 1932 року китайський наступ розвивався настільки успішно, що Далай-лама звернувся за допомогою до уряду Британської Індії. Під тиском Великої Британії уряд Китайської республіки віддав наказ про припинення вогню.

## Підсумок
У 1933 році Ма Буфан і Лю Веньхуей (кожний окремо) підписали з тибетською стороною угоду про перемир'я. Тибетські війська більше ніколи не намагалися перетинати річку Цзіньша.